# Gregorio Marañón
Gregorio Marañón y Posadillo (ur. 19 maja 1887 w Madrycie, zm. 27 marca 1960 tamże) – hiszpański lekarz, historyk, filozof.

## Życiorys
Marañón urodził się 19 maja 1887 roku w Madrycie. Gdy miał 3 miesiące zmarł jego brat bliźniak, a w wieku 3 lat stracił matkę. Po śmierci matki ojciec zdecydował o przeprowadzce chłopca i jego czterech braci do babki i ciotki. Władał językiem angielskim, niemieckim i francuskim. Studiował medycynę na uniwersytecie w Madrycie, był uczniem m.in. Federico Olóriza y Aguilera, Santiago Ramona y Cajal, Juana Madinaveitia, Manuela Alonso i Alejandro San Martina Sanudo y Satrústegui. W 1910 roku otrzymał tytuł doktora medycyny, po czym wyjechał do Niemiec studiować biochemię u Ludwiga Edingera. Prace Paula Ehrlicha stały się natomiast podstawą jego publikacji „Quimioterapia moderna” i „Tratamiento de la sífilis por el 606”.
Specjalizował się w endokrynologii, był jednym z pionierów tej specjalizacji. Od 1931 roku był profesorem madryckiego uniwersytetu. Był założycielem Instituto de Patología Médica i prezydentem Instituto de Endocrinología Experimental oraz Instituto de Investigaciones Biológicas. Dzięki jego pracy powiązano endokrynologię z psychologią. Był członkiem Hiszpańskiej Akademii Królewskiej. Oprócz publikacji w dziedzinie medycyny publikował też na tematy historii, sztuki, kuchni, mody.
Z powodu niesłusznego oskarżenia o udział w spisku przeciw dyktatorowi Miguelowi Primo de Rivera był więziony. W okresie Drugiej Republiki współtworzył Stowarzyszenie Inteligencji, potępiał przemoc. W późniejszym czasie żył na emigracji we Francji i Ameryce Łacińskiej, gdzie był aktywny w publikowaniu i wygłaszaniu odczytów. W tym okresie wydał m.in. „Manual de diagnóstico etiológico”, który należy do jego najważniejszych prac ze względu na innowacyjne podejście do tematu.
Zmarł 27 marca 1960 roku w Madrycie.

## Publikacje medyczne
- La edad crítica (1919)
- Problemas actuales de la doctrina de las secreciones internas (1922)
- Gordos y flacos (1926)
- Tres ensayos sobre la vida sexual (1926)
- Estados prediabéticos (1927)
- El bocio y el cretinismo (1927)
- El problema de las febrículas (1927)
- Manual de enfermedades del tiroides (1929)
- La diabetes insípida (1929)
- Los accidentes graves de la enfermedad de Addison (1929)
- Los estados intersexuales en la especie humana (1929)
- El problema social de la infección (1929)
- Amor conveniencia y eugenesia (1929)
- Endocrinología (1930)
- La evolución de la sexualidad y los estados intersexuales (1930)
- Estudios de fisiopatología sexual (1931)
- Amiel. Un estudio sobre la timidez (1932)
- Once lecciones sobre reumatismo (1933)
- Los problemas clínicos de los casos fáciles (1937)
- El climaterio de la mujer y del hombre (1937)
- Estudios de endocrinología (1938)
- Manual de las enfermedades endocrinas y del metabolismo (1939)
- Estudios sobre Fisiopatología hipofisaria (1940)
- Nuevos problemas clínicos de las secreciones internas (1940)
- El diagnóstico precoz en endocrinología (1940)
- Alimentación y regímenes alimentarios (1942)
- Relatos de endocrinología (1944)
- Manual de diagnóstico etiológico (1946)
- Crítica de la Medicina dogmática (1950)
- Diecisiete lecciones sobre reumatismo (1951)
- El crecimiento y sus trastornos (1953)
- La medicina y nuestro tiempo (1954)
- Fisiopatología y clínica endocrinas (1955)

## Publikacje historyczne
- Ensayo biológico sobre Enrique IV de Castilla y su tiempo (1930)
- Las ideas biológicas del Padre Feijoo (1934)
- España y la historia de América (1935)
- Vocación y ética (1936)
- El Conde-Duque de Olivares. La pasión de mandar (1936)
- Tiberio. Historia de un resentimiento (1939)
- Tiempo viejo y tiempo nuevo (1940)
- Don Juan. Ensayo sobre el origen de su leyenda (1940)
- Luis Vives. Un español fuera de España (1942)
- Antonio Pérez. El hombre, el drama, la época (1947)
- Españoles fuera de España (1947)
- Los procesos de Castilla contra Antonio Pérez (1947)
- Cajal. Su tiempo y el nuestro (1950)
- El marqués de Valdecilla (1951)
- Efemérides y comentarios (1955)
- El Greco y Toledo (1957)
- Los tres Vélez, una historia de todos los tiempos (1960, publicado en 1962)
- Expulsión y diáspora de los moriscos españoles (manuscrito inédito encontrado en 1980)

## Publikacje filozoficzne
- Biología y feminismo (1920)
- Sexo, trabajo y deporte (1925)
- Raíz y decoro de España (1933)
- Vocación y ética (1935)
- Psicología del gesto (1937)
- Crónica y gesto de la libertad (1938)
- Elogio y nostalgia de Toledo (1941)
- Vida e historia (1941)
- Ensayos liberales (1946)
- Españoles fuera de España (1947)
- El alma de España (1951)